# Генитален пиърсинг
Гениталният пиърсинг е вид пиърсинг, който включва пробиване на част от половите органи, като по този начин се създава подходящо място за носене на различни видове бижута. Независимо от това, терминът може да бъде използван и за всички пиърсинги по тялото в областта на ануса, перинеума, гениталиите и срамното възвишение.

## Видове

### При жените
Различават се следните видове генитален пиърсинг при жените:
- „Надклиторен“ – класически вид пиърсинг, който се разполага вертикално или хоризонтално върху препуциума на клитора.
- „Лабиа“ – поставя се или на малките, или на големите срамни устни. Най-често се слага кръгла обеца с топче.
- „Клиторен“ – обецата минава директно през клитора хоризонтално или вертикално.
- „Кристина“ (наричан още „Венера“) – вид пиърсинг, който се разполага в началото на интимния триъгълник или над клитора.
- „Принцеса Албертина“ – минава през уретрата на жената.
- „Триъгълник“ – поставя се зад самия клитор.
- „Фуршет“ – обецата се поставя над перинеума, в края на вагината.
- „Анален“ – разполага се между ануса и вагината, като най-често се поставя хоризонтално през перинеума.

- Различни видове генитален пиърсинг при жените

### При мъжете
Гениталният пиърсинг при мъжете бива:
- Ампаланг (на английски: Ampallang) – барбелът се поставя хоризонтално през главата на пениса, като минава или над, или под уретрата.
- Ападравиа (на английски: Apadravya) – барбелът се поставя вертикално през главичката на пениса.
- Френум (на английски: Frenum) – изправена или извита обеца се поставя върху разтегливата кожа под главичката на пениса. Ако се наредят няколко обеци една под друга се образува т. нар. „Френумова стълба“.
- Перинеум (на английски: Perineum) – кръгла обеца с топче се поставя от задната част на тестисите към перинеума.
- Скротум (на английски: Scrotum) – наричан още Хафада, е вид пиърсинг, който се разполага върху която и да е част на скротума.
- Принц Албърт (на английски: Prince Albert) – обеца с топче се прекарва през уретрата и долната част на главичката.
- Публик (на английски: Pubic) – права обеца с две топчета се поставя в най-горната част на пениса.
- Дидо (на английски: Dydoe) – обецата се поставя на ръба на главичката.

- Различни видове генитален пиърсинг при мъжете